# Strunino
Strunino è una città della Russia europea centrale (oblast' di Vladimir), situata nella regione delle alture di Mosca, 131 km a nordovest del capoluogo; è compresa amministrativamente nel distretto di Aleksandrov.
Il villaggio di Strunino è attestato fin dall'anno 1492, denominato dal nome del proprietario delle terre in cui sorgeva; la concessione dello status di città arrivò però solo nel 1938.
Strunino è una piccola città industriale, specializzata nel comparto tessile; costituisce un sobborgo industriale della più grande città di Aleksandrov.

## Società

### Evoluzione demografica
Fonte: mojgorod.ru
- 1939: 15.100
- 1959: 19.000
- 1979: 19.600
- 1989: 18.700
- 2007: 15.500